# Wladimir Filippowitsch Gorodezki

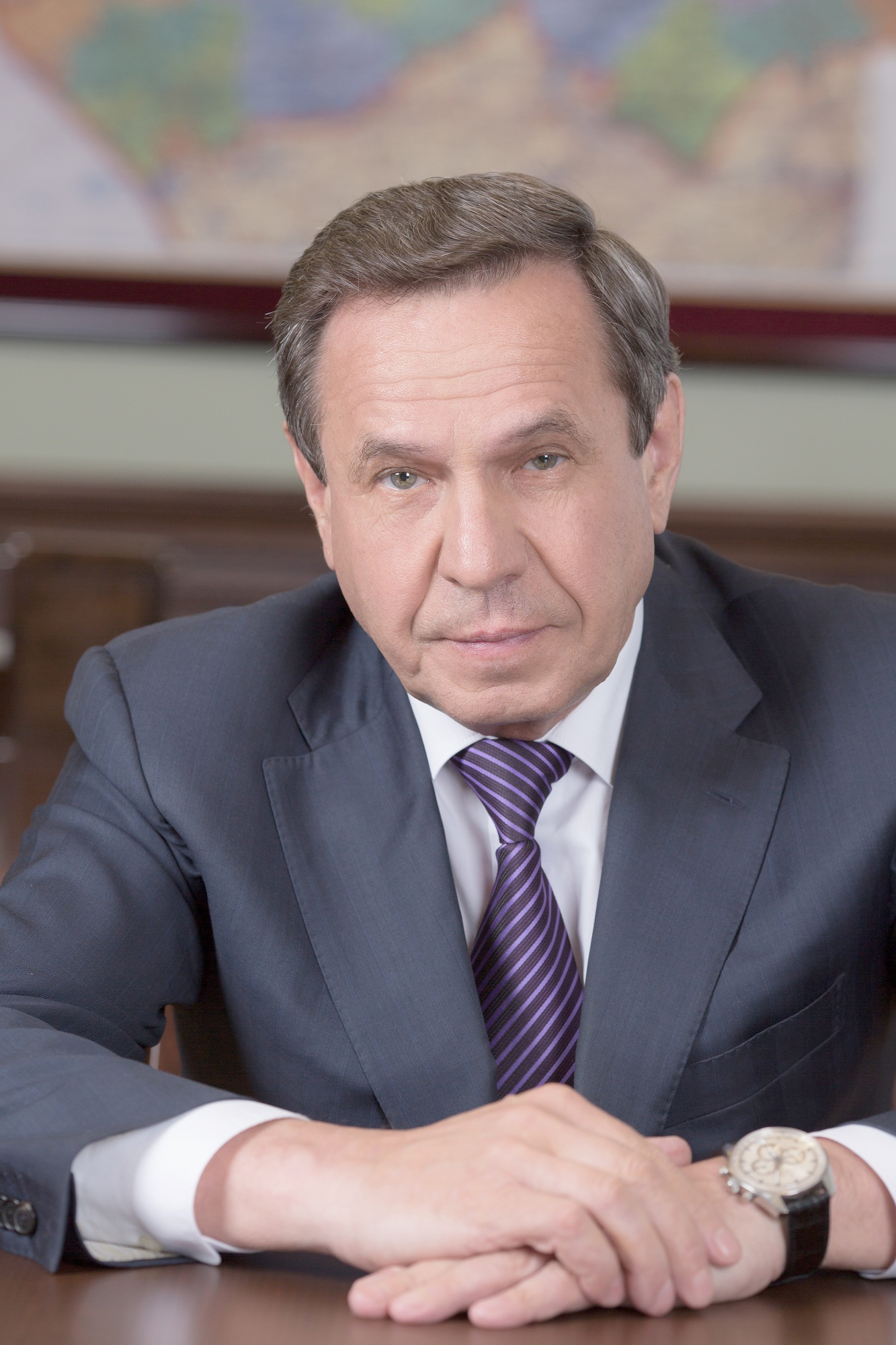
Wladimir Gorodezki

Wladimir Filippowitsch Gorodezki (russisch Владимир Филиппович Городецкий; * 11. Juli 1948 in Alexino, Oblast Smolensk) ist ein russischer Politiker. Er war zwischen 2000 und 2014 Bürgermeister von Nowosibirsk.
Vor seiner Wahl zum Bürgermeister war Gorodezki viele Jahre Vizebürgermeister unter Wiktor Tolokonski. Als dieser Gouverneur der Oblast Nowosibirsk wurde, wurde Gorodezki zum neuen Bürgermeister gewählt. 2004 und 2009 wurde Gorodezki wiedergewählt. Im März 2014 wurde Gorodezki zum geschäftsführenden Gouverneur der Oblast Nowosibirsk ernannt. Nach der Wahl am 14. September 2014, die er gewonnen hatte, wurde er am 24. September als Gouverneur vereidigt. Am 6. Oktober 2017 trat er zurück, zu seinem kommissarischen Nachfolger wurde Andrei Trawnikow ernannt.